# Trappistenkloster Maria Veen

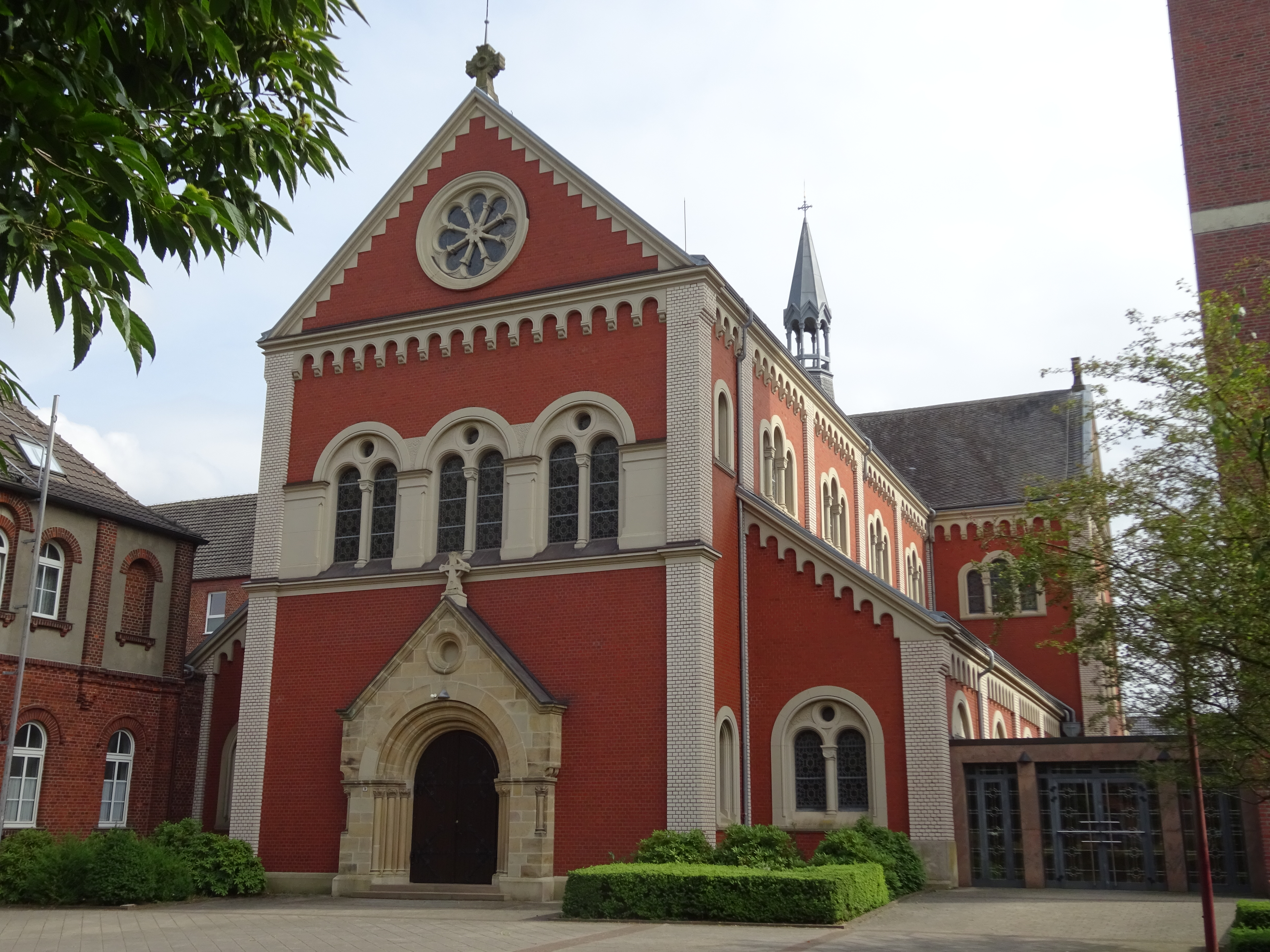
Ehemalige Klosterkirche St. Marien

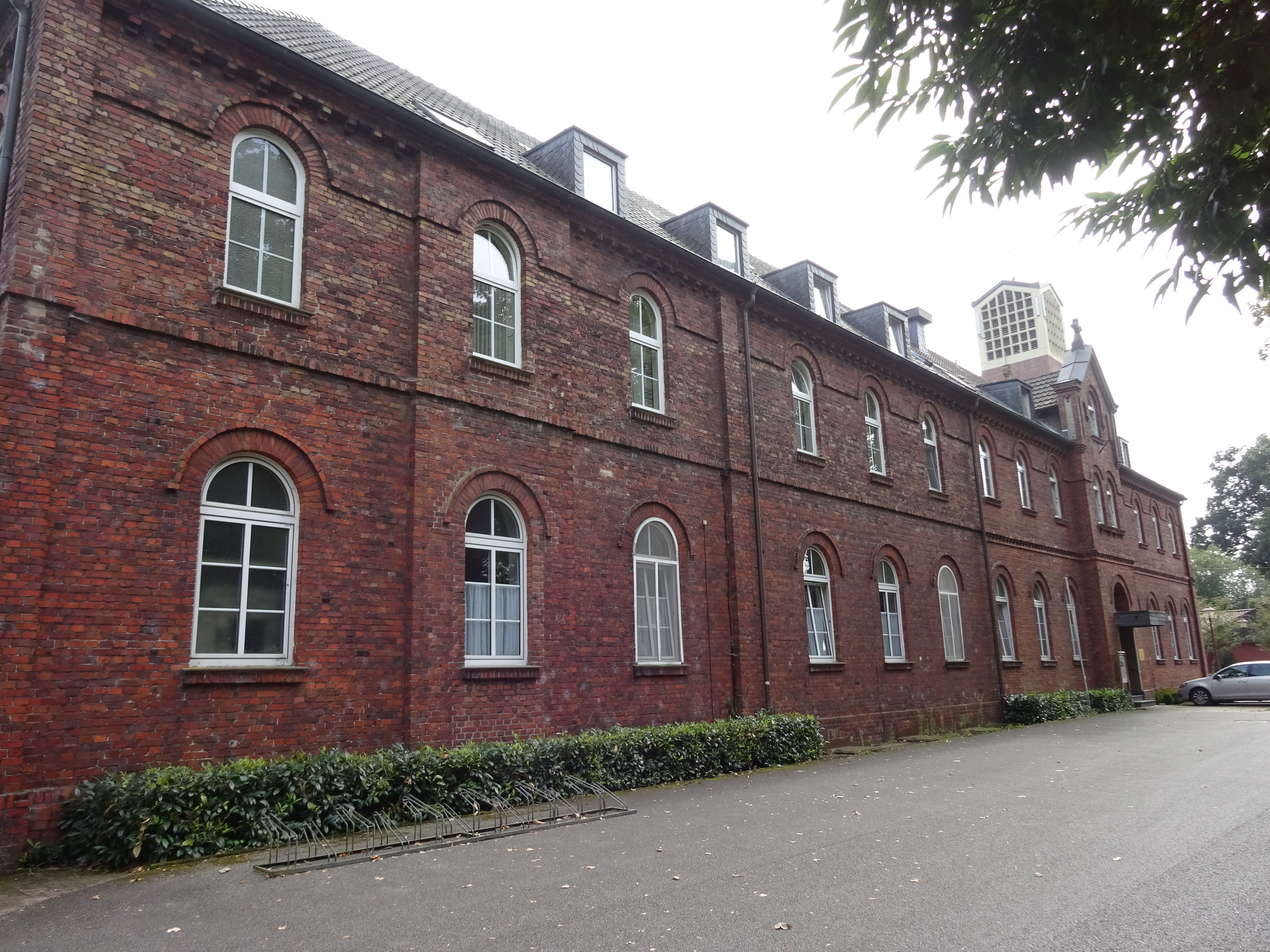
Ehemaliges Konventsgebäude

Das Trappistenkloster Maria Veen war von 1888 bis 1952 ein Kloster der Zisterzienser der strengeren Observanz in Maria Veen, Gemeinde Reken, in Nordrhein-Westfalen.

## Geschichte
Nach dem Vorbild der evangelischen Arbeiterkolonie Wilhelmsdorf des Pastors von Bodelschwingh gründeten 1888 der Pfarrverwalter (ab 1891 Pfarrer) von Reken, Hermann Harrier (1842–1920), und der Politiker Max von Landsberg-Velen eine katholische Arbeiterkolonie und gewannen für die Leitung durch Vermittlung des Bistums Münster eine Gruppe von 5 Trappisten aus den Klöstern Oelenberg und Mariawald. Der Konventsobere, Pater Anselm Ellering, gab dem Kloster (aus dem sich später ein Dorf entwickelte) den Namen Maria Veen (lateinisch: Maria in palude = „Maria im Moor“), wobei Veen als örtliche Schreibvariante von Venn = französisch fagnes (nach der Ellring von Mariawald her bekannten Landschaft Hohes Venn) zu gelten hat. Auf die Trappisten war man im Bistum deshalb verfallen, weil sie zu Beginn des Jahrhunderts bereits das Kloster Darfeld-Rosenthal besiedelt hatten, bevor sie 1825 von Preußen (u. a. nach Oelenberg) vertrieben wurden. 
Die Trappisten bauten bis 1909 ein Klostergebäude samt Kirche, sowie für die Arbeiterkolonie, die das Moor trockenlegte, den Benediktushof und den Bernardushof. Das Kloster wurde 1901 zum Priorat erhoben, konnte aber nie den für eine Abtei notwendigen Grundbesitz erwerben. 1952 verließen die Trappisten deshalb den Ort und wechselten in das Stift Engelszell in Österreich. Ihnen folgten die Mariannhiller Missionare nach, die 1958 ein erfolgreiches Gymnasium eröffneten und die Klosterkirche (inzwischen im Besitz des Bistums) als eigenes Pfarrrektorat betreuen. Der Benediktushof Maria Veen gehört inzwischen als Rehabilitationszentrum der Josefs-Gesellschaft. Die 1911 gegründete Volksschule trägt seit 1983 den Namen Ellering-Schule.